# Epazoyucan
Esta página se refiere a una localidad. Para el municipio homónimo, véase Municipio de Epazoyucan.
Epazoyucan es una localidad mexicana, cabecera del municipio de Epazoyucan en el estado de Hidalgo, en México.

## Toponimia
En náhuatl, el nombre significa "lugar de mucho epazote" o "lugar que pertenece al epazote".

## Historia
Dentro del municipio se cuenta con varios centros arqueológicos de importancia, huellas de unidades habitacionales así como pequeños poblados agrícolas. Este horizonte ha sido considerado como el apogeo de los gobiernos o controles teocráticos, con una poderosa clase militar y comerciante. El área que Epazoyucan quedó bajo el dominio de Teotihuacán, debiéndose esto principalmente a que proveía de una importante materia prima: La obsidiana, que Teotihuacán se encargaba de distribuir a una gran parte de Mesoamérica.
Otra de las grandes culturas que influenció definitivamente a esta región de Epazoyucan fue la Mexica, quienes fundaron la ciudad de Tenochtitlán aproximadamente en el año 1325. Practicaron un intenso comercio y sus mercados famosos eran dentro de su región, fueron magníficos artesanos, orfebres, lapidarios, escultores y carpinteros.
Alrededor de 1540 los frailes agustinos se establecen en este lugar. Se realizó la construcción del convento de San Andrés Apóstol. En 1554, con el descubrimiento de los centros minero en Pachuca y Real del Monte, convirtió a los habitantes de Epazoyucan en objeto de explotación irracional iniciada en las minas.
En 1746 Don José Villaseñor y Sánchez, data a Epazoyucan como República de indios dependiente de la alcaldía de Zempoala de la intendencia de México. El 8 de agosto de 1865, se consigna Epazoyucan como municipio perteneciente al distrito de Pachuca.

## Geografía
Epazoyucan se localiza al centro del estado de Hidalgo, entre la región de la Comarca Minera y el Valle de Apan, le corresponden las coordenadas geográficas 20°1′4.878″ de latitud norte y 98°38′10.353″ de longitud oeste, con una altitud de 2458 m s. n. m.
Su terreno es de llanura principalmente; y se encuentra en la provincia fisiográfica del Eje Neovolcánico, y dentro de la subprovincia de Lagos y Volcánes de Anáhuac. En lo que respecta a la hidrología se encuentra posicionado en la región del Pánuco, dentro de la cuenca del río Moctezuma, y en la subcuenca del río Tezontepec.

### Clima
El clima es templado subhúmedo, con una precipitación total anual de 600 mm. Además tiene una temperatura media anual de 15 grados centígrados.
| Parámetros climáticos promedio de Epazoyucan  | Parámetros climáticos promedio de Epazoyucan | Parámetros climáticos promedio de Epazoyucan | Parámetros climáticos promedio de Epazoyucan | Parámetros climáticos promedio de Epazoyucan | Parámetros climáticos promedio de Epazoyucan | Parámetros climáticos promedio de Epazoyucan | Parámetros climáticos promedio de Epazoyucan | Parámetros climáticos promedio de Epazoyucan | Parámetros climáticos promedio de Epazoyucan | Parámetros climáticos promedio de Epazoyucan | Parámetros climáticos promedio de Epazoyucan | Parámetros climáticos promedio de Epazoyucan | Parámetros climáticos promedio de Epazoyucan |
| Mes                                           | Ene.                                         | Feb.                                         | Mar.                                         | Abr.                                         | May.                                         | Jun.                                         | Jul.                                         | Ago.                                         | Sep.                                         | Oct.                                         | Nov.                                         | Dic.                                         | Anual                                        |
| --------------------------------------------- | -------------------------------------------- | -------------------------------------------- | -------------------------------------------- | -------------------------------------------- | -------------------------------------------- | -------------------------------------------- | -------------------------------------------- | -------------------------------------------- | -------------------------------------------- | -------------------------------------------- | -------------------------------------------- | -------------------------------------------- | -------------------------------------------- |
| Temp. máx. abs. (°C)                          | 28.0                                         | 30.0                                         | 32.0                                         | 33.0                                         | 34.0                                         | 31.0                                         | 29.0                                         | 28.0                                         | 29.0                                         | 33.0                                         | 29.0                                         | 30.0                                         | 34.0                                         |
| Temp. máx. media (°C)                         | 22.1                                         | 23.3                                         | 25.3                                         | 26.7                                         | 26.3                                         | 24.1                                         | 23.1                                         | 23.3                                         | 22.8                                         | 22.9                                         | 22.6                                         | 22.2                                         | 23.7                                         |
| Temp. media (°C)                              | 11.0                                         | 12.3                                         | 14.3                                         | 15.9                                         | 16.9                                         | 16.3                                         | 15.9                                         | 15.6                                         | 15.4                                         | 13.9                                         | 12.3                                         | 11.9                                         | 14.3                                         |
| Temp. mín. media (°C)                         | -0.1                                         | 1.4                                          | 3.3                                          | 5.1                                          | 7.4                                          | 8.5                                          | 8.7                                          | 7.8                                          | 8.0                                          | 5.0                                          | 2.1                                          | 1.6                                          | 4.9                                          |
| Temp. mín. abs. (°C)                          | -10.0                                        | -8.0                                         | -8.0                                         | -4.0                                         | -1.0                                         | 0.0                                          | 2.0                                          | 1.0                                          | -5.0                                         | -5.0                                         | -6.0                                         | -9.0                                         | -10.0                                        |
| Precipitación total (mm)                      | 11.0                                         | 11.0                                         | 17.6                                         | 37.9                                         | 60.7                                         | 67.7                                         | 82.3                                         | 73.3                                         | 65.2                                         | 27.6                                         | 11.4                                         | 4.7                                          | 470.4                                        |
| Días de lluvias (≥ 0.1)                       | 1.8                                          | 1.9                                          | 3.0                                          | 6.0                                          | 8.0                                          | 7.9                                          | 9.7                                          | 8.4                                          | 7.9                                          | 3.6                                          | 2.4                                          | 1.3                                          | 61.9                                         |
| Fuente: Servicio Meteorológico Nacional. 2015 |                                              |                                              |                                              |                                              |                                              |                                              |                                              |                                              |                                              |                                              |                                              |                                              |                                              |

## Demografía
De acuerdo con el Censo de Población y Vivienda 2020 del INEGI; la localidad tiene una población de 3310 habitantes, lo que representa el 20.33 % de la población municipal. De los cuales 1589 son hombres y 1721 son mujeres; con una relación de 92.33 hombres por 100 mujeres.
Las personas que hablan alguna lengua indígena, es de 11 personas, alrededor del 0.11 % de la población de la ciudad. En la ciudad hay 416 personas que se consideran afromexicanos o afrodescendientes, alrededor del 12.57 % de la población de la ciudad.
De acuerdo con datos del censo INEGI 2020, unas 2662 se declaran practicar la religión católica; unas 2128personas declararon profesar una religión protestante o cristiano evangélico; 4 personas declararon otra religión; y unas 515 personas que declararon no tener religión o no estar adscritas en alguna.
| Gráfica de evolución demográfica de Epazoyucan entre 1900 y 2020                             |
|                                                                                              |
| Población de los censos y conteos del Instituto Nacional de Estadística y Geografía (INEGI). |

## Economía
Tiene un grado de marginación bajo y un grado de rezago social muy bajo. En cuanto a turismo en la ciudad se encuentra el zoológico Tuzoofari.